# Symmedien
Symmedien bezeichnet in der Medienpädagogik Interaktive Medien, die möglichst viele mediale Optionen in sich vereinen (griech. „sym“: mit). 
Im Rahmen der Medienpädagogik  soll Wissen über Neue Medien an Kindertagesstätten und Schulen vermittelt werden.
In fachdidaktischer Perspektive zeichnen sich Neue Medien, bzw. Symmedien durch Interaktivität aus, ein Text ist oft auch durch den Nutzer veränderbar. Zudem sind sie synästhetisch, weil bei der Wahrnehmung, in der Rezeption und Produktion, verschiedene Wahrnehmungskanäle aktiviert werden. Volker Frederking führt zu ihrem Einsatz aus:
„Dabei erlauben diese Digitalmedien Arbeitsprozesse einer neuen Art, die auch und gerade im Deutschunterricht fruchtbar zu machen sind, weil sie mit Ton, Text und bewegtem Tonbild die medialen Kernformen des oralen, des literarischen und des audiovisuellen Paradigmas in sich vereinen und gleichzeitig weiterentwickeln.“